# Von Amsberg

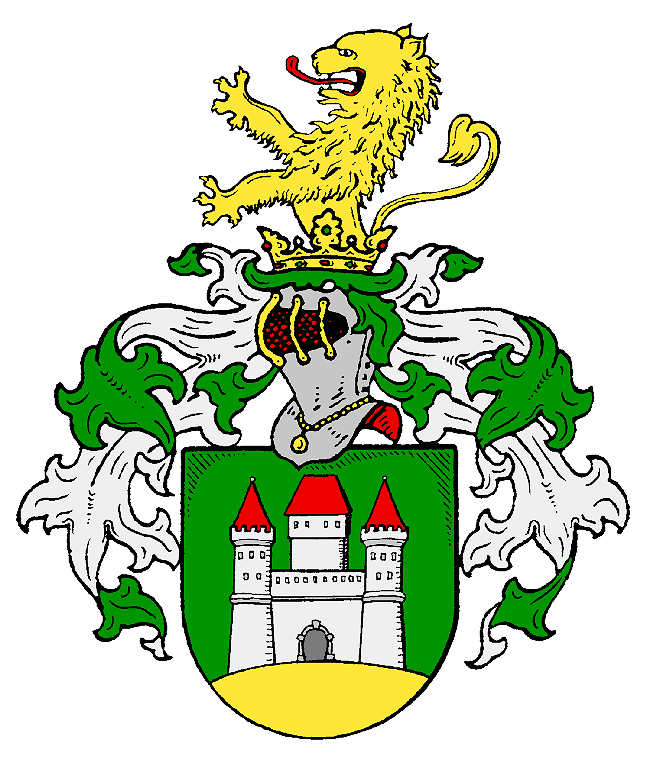
Familiewapen van Von Amsberg

De familie Von Amsberg is een Duits geslacht dat van 1891 tot 1918 tot de Duitse adel behoorde. De familie komt uit het huidige Nedersaksen en Mecklenburg-Voor-Pommeren. Een bekende telg uit het geslacht Von Amsberg is Claus der Nederlanden, jonkheer van Amsberg, de overleden echtgenoot van Prinses Beatrix der Nederlanden. De nakomelingen van de jongere zonen uit dit huwelijk voeren de geslachtsnaam Van Oranje-Nassau van Amsberg en behoren tot de Nederlandse adel.

## Geschiedenis

### Herkomst
De geschiedenis van de familie Amsberg is terug te voeren tot een zekere Jürgen Amtsberg (circa 1630-1685/86), meester-smid in Schwichtenberg nabij Borrentin, destijds behorend tot Zweeds-Pommeren. Zijn achterkleinkind Johann David Theodor August (1747–1820) was dominee in de Evangelisch-Lutherse Kerk van Kavelstorf nabij Rostock en verscheen sinds 1795 als von Amsberg in officiële documenten. Doorgaans verwijst het voorvoegsel von naar adeldom. Het gebruik van het voorvoegsel von door de dominee en diens nakomelingen werd nooit betwist en de familie Von Amsberg werd beschouwd als behorend tot de Mecklenburgse adel. Op 22 oktober 1891 formaliseerde de groothertog van Mecklenburg-Schwerin deze bestaande situatie met een zogenaamde Genehmigung zur Fortführung des Adelsprädikats (machtiging tot het voortzetten van het adelspredicaat). Tot de formele afschaffing van de adel in 1918 behoorde het geslacht Von Amsberg tot de Duitse adel. De familie verkreeg een eerste bekendheid door Philipp-August von Amsberg (1788-1871), stichter van de eerste Duitse publieke spoorwegen, de Herzoglich Braunschweigische Staatseisenbahn. Op 4 september 1924 vond in Hitzacker het huwelijk plaats van Claus Felix von Amsberg (1890–1953), rentmeester en Gösta barones von dem Bussche-Haddenhausen (1902–1996). Het paar kreeg zes kinderen, onder wie hun enige zoon, Claus von Amsberg (1926–2002).

### Intrede in de Nederlandse koninklijke familie
Op 10 maart 1966 vond in Amsterdam het huwelijk plaats tussen Claus von Amsberg (1926–2002) en prinses Beatrix der Nederlanden, destijds de troonopvolgster. Bij Koninklijk Besluit van 16 februari 1966, Stb. 70, werd aan Claus von Amsberg verleend de titel prins der Nederlanden en het predicaat jonkheer van Amsberg.

### De familie Van Oranje-Nassau van Amsberg
Bij Koninklijk Besluit van 11 mei 2001, nr. 227, werd vastgesteld dat eventuele nakomelingen van prins Constantijn zullen voeren: de titel graaf en gravin van Oranje-Nassau, het predicaat jonkheer  en jonkvrouw van Amsberg en de geslachtsnaam van Oranje-Nassau van Amsberg. Bij Koninklijk Besluit van 19 maart 2004, nr. 126, werd aan prins Friso de erfelijke titel van graaf verleend met de geslachtsnaam Van Oranje-Nassau van Amsberg. In 2004 vond inschrijving plaats in het filiatieregister van de Hoge Raad van Adel, de officiële centrale registratie van de adel van het Koninkrijk der Nederlanden. De oudste zoon van prinses Beatrix en prins Claus, koning Willem-Alexander, diens dochters en prins Constantijn zijn prinsen en prinsessen van het Koninklijk Huis en behoren tot het Huis Oranje-Nassau. Zij behoren niet tot de grafelijke familie van Oranje-Nassau van Amsberg.

### Duitse familieleden
De familie Von Amsberg is vertakt in met name het noorden van Duitsland.

## Wapen

Het wapen zoals afgebeeld op koninklijke wapens

Het wapen van de familie Von Amsberg bestaat uit groen schild met daarop de afbeelding van een zilveren torenburcht met geopende poort, geflankeerd door twee zijtorens, alle bedekt met rode daken. Het geheel staand op een gouden berg. Het schild wordt gedekt door een helm met dekkleden in de kleuren groen en wit. De helm heeft een model helmkroon dat in de Duitse heraldiek geldt als onderscheidingsteken voor ongetitelde adel. Een helmteken in de vorm van een rijzende gouden leeuw completeert het wapen. Het wapen van de familie Von Amsberg staat als hartschild in het wapen van de drie zonen van prins Claus. Ook de helm met helmkroon, dekkleed en helmteken van Von Amsberg maken onderdeel uit van dit wapen. Het wapen staat op koninklijke wapens in gewijzigde kleuren. De beschrijving luidt:
"In sinopel een zilveren kasteel op een drietoppige gouden berg. Het kasteel bestaande uit een middengebouw en twee gekanteelde torens, verbonden door muren. In een middengebouw een rondbogige deuropening van sabel, waarboven twee langwerpige vensters naast elkaar, in de zijtorens één langwerpig venster, de vensters van zilver. Op het middengebouw een naar boven versmald hoog dak, de zijtorens van spitsen voorzien."